# Seraing
Seraing (Waals: Serè) is een stad en gemeente in de provincie Luik in België. De gemeente telt ruim 64.000 inwoners en is hiermee de negentiende grootste stad van België. Seraing verwierf de stadsrechten pas in 2000.

## Geschiedenis
Grafvondsten uit de 5e en 6e eeuw getuigen van intensieve bewoning van deze streek in de Frankische tijd. In 956 wordt de plaats voor het eerst genoemd (als "Saran") in een document waarin gebieden aan weerszijden van de Maas werden geschonken aan de abdij van Sint-Truiden. Mogelijk nog in dezelfde eeuw behoorde het gebied tot het bisdom, later prinsbisdom Luik. Eind 11e eeuw bezat de Luikse prins-bisschop Hendrik van Verdun een buitenhuis in "Seranus", mogelijk een voorloper van het kasteel van Seraing. Eind 12e eeuw vestigden zich cisterciënzer monniken in Seraing, in wat later de abdij van Val-Saint-Lambert werd genoemd. De eerste houten brug over de Maas werd gebouwd in 1381.

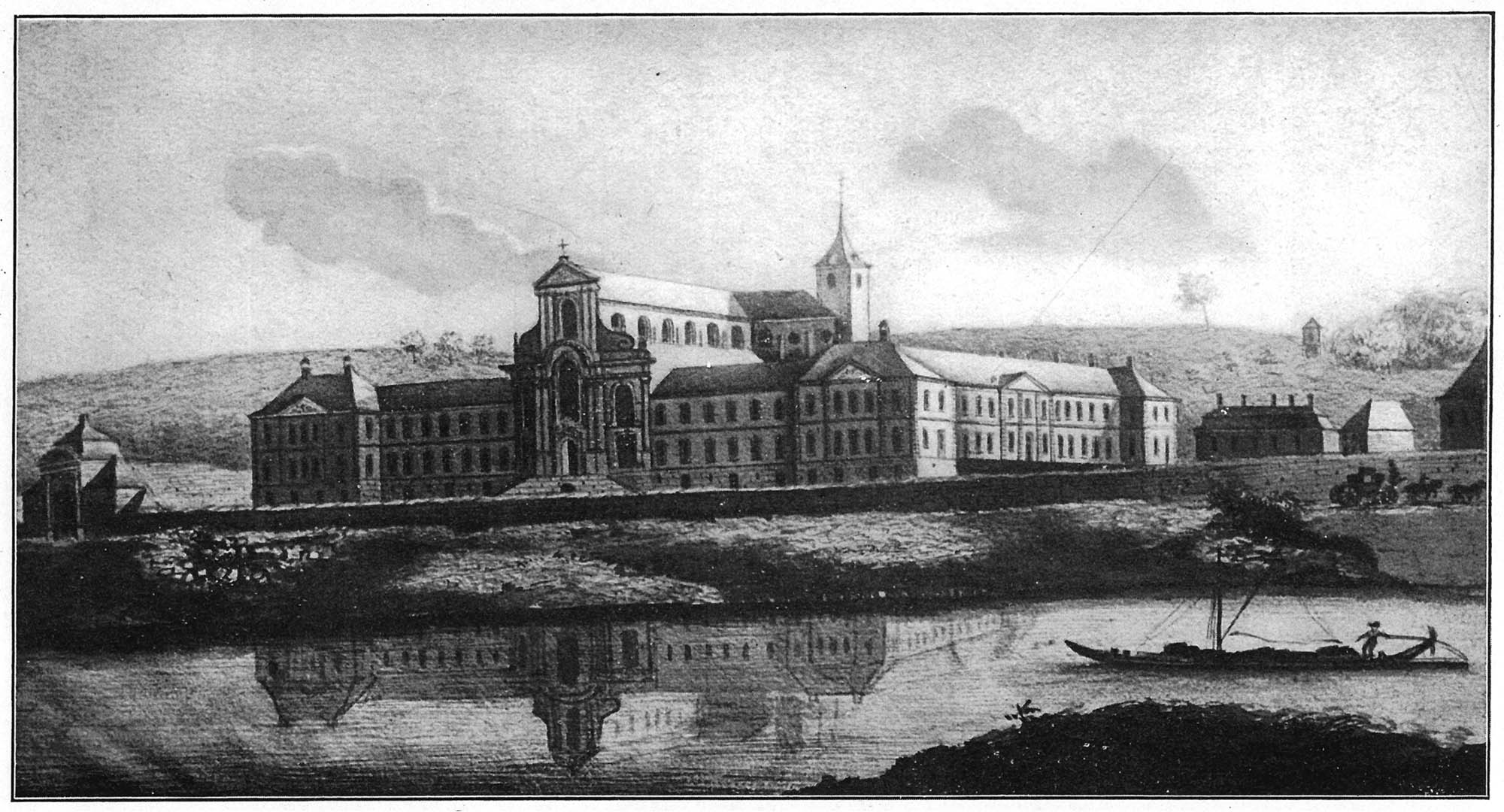
Abdij van Val-Saint-Lambert, ca. 1765

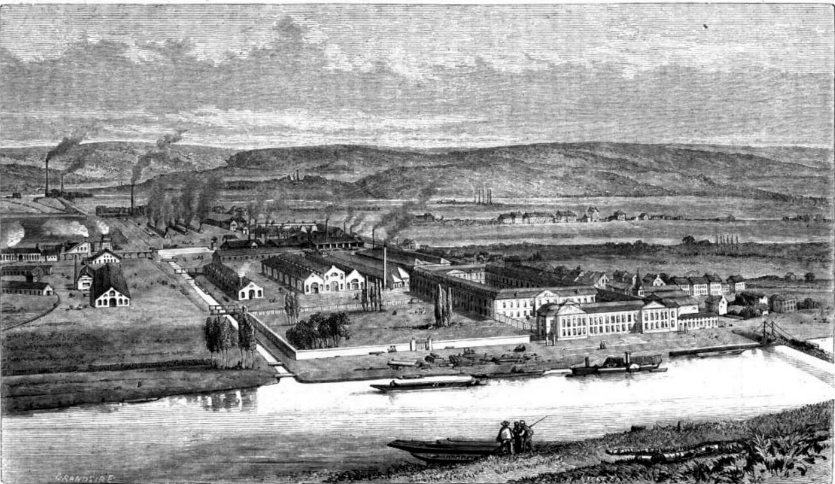
De Cockerillfabrieken, ca. 1860

In de 17e en 18e eeuw was het kasteel van Seraing uitgegroeid tot een luxueus buitenverblijf van de prins-bisschoppen met een classicistische vleugel aan de Maas, een paleiskerk en fraai aangelegde, ommuurde baroktuinen. De vlakbij gelegen abdij van Saint-Lambert vergaarde in diezelfde periode grote rijkdom met de winning van steenkool in de omgeving. Het abtsverblijf van abt Simon de Harlez werd omstreeks 1760 getransformeerd tot een luxepaleis (deels bewaard gebleven).
In de 19e eeuw speelde de van oorsprong Engelse ondernemer John Cockerill een cruciale rol in de ontwikkeling van Seraing tot industriestad. In 1817 kocht hij het 20 jaar eerder door de staat genaaste zomerpaleis van de prins-bisschoppen en begon er een cokesfabriek met hoogovens. De door hem opgerichte staal- en machinefabrieken werden na zijn dood in 1842 een naamloze vennootschap, de Société anonyme John Cockerill. Dit bedrijf speelde onder andere een vitale rol bij de aanleg van spoorwegen in België en daarbuiten. Op 1 oktober 1927 hield Koning Albert I in de fabrieken van Cockerill zijn bekend geworden toespraak van Seraing.
Ook de abdij van Val-Saint-Lambert werd al vroeg in de 19e eeuw (vanaf 1825) getransformeerd in een glas- en kristalfabriek, de Crystallerie Val-Saint-Lambert. Tussen deze en andere fabrieken verrezen uitgestrekte arbeiderswijken. Victor Hugo omschreef Seraing omstreeks 1840 als "Vergilius' Tartaros of Dantes Inferno".
Na 1930 stagneerde de economische ontwikkeling van Seraing (zoals ook elders in het Luikse industriebekken) en begon het inwonertal terug te lopen.
Cockerill nam vele bedrijven over en werd uiteindelijk zelf overgenomen. De fabrieken gingen de een na de ander dicht. In 2014 werden, als laatste, ook de cokesovens gedoofd.

## Kernen

### Deelgemeenten
| # | Naam              | Opp. (km²) | Inwoners (2020) | Inwoners per km² | NIS-code |
| - | ----------------- | ---------- | --------------- | ---------------- | -------- |
| 1 | Seraing           | 21,59      | 35.283          | 1.634            | 62096A   |
| 2 | Jemeppe-sur-Meuse | 4,39       | 11.398          | 2.598            | 62096B   |
| 3 | Ougrée            | 5,47       | 11.972          | 2.188            | 62096C   |
| 4 | Boncelles         | 3,80       | 5.511           | 1.451            | 62096D   |

## Bezienswaardigheden

### Kerken
- De Onze-Lieve-Vrouw-van-de-Armenkapel (Chapelle Notre-Dame des Pauvres) is een kerkje dat in 1938 werd gebouwd in de tuinstad Les Biens Communaux welke sinds 1922 werd gebouwd.
- De Onze-Lieve-Vrouw-Onbevlekt-Ontvangenkerk (Église Notre-Dame de l'Immaculée Concepcion) is een neoromaans kerkgebouw van 1858. Het is een der oudste neoromaanse kerken in de provincie Luik.
- De Sint-Leonarduskerk (Église Saint-Léonard) is een neogotisch kerkgebouw van 1902.
- De Onze-Lieve-Vrouw-Hemelvaartkerk (Église Notre-Dame de l'Assomption) is een classicistisch kerkgebouw van 1731.
- De Sint-Jozefkerk (Église Saint-Joseph de Lize) is een neogotisch kerkgebouw van 1890.
- De Christus Arbeiderkerk (Église du Christ Ouvrier) is een modern kerkgebouw van 1966 met glas-in-beton en een open betonnen klokkentoren.
- De Sint-Lambertuskerk (Église Saint-Lambert) is een neogotisch kerkgebouw van 1861.
- De Protestantse kerk (Temple de l'Église protestante unie) is een neoromaans kerkgebouw van 1871.
- De Antoinistenkerk (Temple Antoiniste) is een Antoinistisch kerkgebouw van 1915.

### Overig
- De Abdij van Val-Saint-Lambert.
- De Christalleries du Val-Saint-Lambert, een fabriek op het terrein van voornoemde abdij.
- De Charbonnage Colard was een steenkoolmijn waarvan John Cockerill in 1828 de concessie verwierf en die tot 1976 in bedrijf was. Enkele gebouwen uit de 2e helft van de 19e eeuw bleven bestaan.
- Het standbeeld van John Cockerill, opgericht in 1871.
- Een aantal industriegebouwen van de bedrijven van John Cockerill die in 2014 definitief gesloten werden, omvattende hoogovens, staalfabrieken, cokesovens en metaalbewerkingsbedrijven. Overgebleven zijn een aantal constructiehallen uit de 2e helft van de 19e eeuw en begin 20e eeuw.
- Het Château de Theux de Meylandt werd begin 18e eeuw gebouwd. In 1867 werd het aan de gemeente geschonken en in 1888 werd het nog vergroot.
- Het Kasteel van Seraing (Château de Seraing of Château Cockerill) was een paleis van de prinsbisschoppen van Luik, dat al in de 11e eeuw werd genoemd. Belangrijke werken werden uitgevoerd in 1516 en in de 17e eeuw. In 1817 werd het aangekocht door de gebroeders Cockerill. Tot het kasteel behoort het Parc John Cockerill.

## Natuur en landschap
Seraing ligt aan de Maas. De hoogte aan het Kasteel van Seraing bedraagt 64 meter. Naar het zuiden toe vindt men uitgestrekte bossen (Bois de la Neuville, Bois de la Vécquée) met een hoogte tot ruim 230 meter. Door de bossen lopen beken als de Ruisseau de Chère.

## Demografische ontwikkeling

### Demografische evolutie deelgemeente voor de fusie
- Bronnen:NIS, Opm:1831 tot en met 1970=volkstellingen

### Demografische evolutie van de fusiegemeente
Alle historische gegevens hebben betrekking op de huidige gemeente, inclusief deelgemeenten, zoals ontstaan na de fusie van 1 januari 1977.
- Bronnen:NIS, Opm:1831 tot en met 1981=volkstellingen; 1990 en later= inwonertal op 1 januari

| Inwoners van jaar tot jaar op 1 januari 1992 tot heden | Inwoners van jaar tot jaar op 1 januari 1992 tot heden | Inwoners van jaar tot jaar op 1 januari 1992 tot heden |
| jaar                                                   | Aantal                                                 | Evolutie: 1992=index 100                               |
| ------------------------------------------------------ | ------------------------------------------------------ | ------------------------------------------------------ |
| 1992                                                   | 61.182                                                 | 100,0                                                  |
| 1993                                                   | 61.225                                                 | 100,1                                                  |
| 1994                                                   | 61.439                                                 | 100,4                                                  |
| 1995                                                   | 61.408                                                 | 100,4                                                  |
| 1996                                                   | 61.051                                                 | 99,8                                                   |
| 1997                                                   | 61.077                                                 | 99,8                                                   |
| 1998                                                   | 61.038                                                 | 99,8                                                   |
| 1999                                                   | 60.800                                                 | 99,4                                                   |
| 2000                                                   | 60.557                                                 | 99,0                                                   |
| 2001                                                   | 60.271                                                 | 98,5                                                   |
| 2002                                                   | 60.407                                                 | 98,7                                                   |
| 2003                                                   | 60.527                                                 | 98,9                                                   |
| 2004                                                   | 60.579                                                 | 99,0                                                   |
| 2005                                                   | 60.728                                                 | 99,3                                                   |
| 2006                                                   | 60.740                                                 | 99,3                                                   |
| 2007                                                   | 61.237                                                 | 100,1                                                  |
| 2008                                                   | 61.655                                                 | 100,8                                                  |
| 2009                                                   | 62.358                                                 | 101,9                                                  |
| 2010                                                   | 62.698                                                 | 102,5                                                  |
| 2011                                                   | 63.142                                                 | 103,2                                                  |
| 2012                                                   | 63.575                                                 | 103,9                                                  |
| 2013                                                   | 63.732                                                 | 104,2                                                  |
| 2014                                                   | 63.813                                                 | 104,3                                                  |
| 2015                                                   | 63.972                                                 | 104,6                                                  |
| 2016                                                   | 64.172                                                 | 104,9                                                  |
| 2017                                                   | 64.157                                                 | 104,9                                                  |
| 2018                                                   | 64.270                                                 | 105,0                                                  |
| 2019                                                   | 64.259                                                 | 105,0                                                  |
| 2020                                                   | 64.192                                                 | 104,9                                                  |
| 2021                                                   | 63.787                                                 | 104,3                                                  |
| 2022                                                   | 63.926                                                 | 104,5                                                  |
| 2023                                                   | 64.035                                                 | 104,7                                                  |
| 2024                                                   | 64.266                                                 | 105,0                                                  |
| 2025                                                   | 64.609                                                 | 105,6                                                  |

## Politiek

### Resultaten gemeenteraadsverkiezingen sinds 1976
| Partij               | Partij                                         | 10-10-1976 | 10-10-1976 | 10-10-1982 | 10-10-1982 | 9-10-1988 | 9-10-1988 | 9-10-1994 | 9-10-1994 | 8-10-2000 | 8-10-2000 | 8-10-2006 | 8-10-2006 | 14-10-2012 | 14-10-2012 | 14-10-2018 | 14-10-2018 | 13-10-2024 | 13-10-2024 |
| Stemmen / Zetels     | Stemmen / Zetels                               | %          | 39         | %          | 39         | %         | 39        | %         | 39        | %         | 39        | %         | 39        | %          | 39         | %          | 39         | %          | 39         |
| -------------------- | ---------------------------------------------- | ---------- | ---------- | ---------- | ---------- | --------- | --------- | --------- | --------- | --------- | --------- | --------- | --------- | ---------- | ---------- | ---------- | ---------- | ---------- | ---------- |
|                      | PS                                             | 61,41      | 27         | 56,87      | 26         | 63,44     | 28        | 53,84     | 26        | 58,98     | 28        | 56,9      | 26        | 50,35      | 24         | 42,77      | 20         | 47,14      | 20         |
|                      | PRL1 / MR2 / MR-IC3/ MR Engagés DéFI EnsembleA | 7,061      | 2          | 9,531      | 3          | 9,781     | 3         | 12,211    | 5         | 12,361    | 5         | 15,692    | 6         | 13,163     | 5          | 10,932     | 4          | 21,17A     | 8          |
|                      | PSC1 / cdH2/ MR Engagés DéFI EnsembleA         | 9,391      | 3          | 7,391      | 2          | 9,431     | 3         | 7,941     | 3         | 6,061     | 1         | 8,082     | 2         | 5,812      | 1          | 2,142      | 0          | 21,17A     | 8          |
|                      | ECOLO                                          | -          |            | 10,42      | 4          | 10,77     | 4         | 9,48      | 3         | 13,67     | 5         | 10,84     | 4         | 11,14      | 4          | 10,03      | 4          | 5,87       | 1          |
|                      | PTB1 / PTB+2                                   | 0,481      | 0          | 0,751      | 0          | 0,871     | 0         | 1,551     | 0         | 2,671     | 0         | 4,992     | 1         | 14,072     | 5          | 24,211     | 11         | 25,831     | 10         |
|                      | AGIR                                           | -          |            | -          |            | -         |           | 5,63      | 1         | -         |           | -         |           | -          |            | 1,15       | 0          | -          |            |
|                      | PCB1 / PC2                                     | 12,161     | 4          | 8,391      | 3          | 5,22      | 1         | 2,92      | 0         | 2,912     | 0         | 3,52      | 0         | -          |            | -          |            | -          |            |
|                      | FN                                             | -          |            | -          |            | -         |           | 4,39      | 1         | -         |           | -         |           | -          |            | -          |            | -          |            |
|                      | RW                                             | 9,49       | 3          | 5,66       | 1          | -         |           | -         |           | -         |           | -         |           | -          |            | -          |            | -          |            |
| Anderen(*)           | Anderen(*)                                     | -          |            | 0,99       | 0          | 0,5       | 0         | 2,07      | 0         | 3,34      | 0         | -         |           | 5,47       | 0          | 8,77       | 0          | -          |            |
| Totaal stemmen       | Totaal stemmen                                 | 38665      | 38665      | 36017      | 36017      | 35049     | 35049     | 34245     | 34245     | 35694     | 35694     | 37244     | 37244     | 36122      | 36122      | 36399      | 36399      | 34691      | 34691      |
| Opkomst %            | Opkomst %                                      |            |            |            |            | 91,16     | 91,16     | 89,02     | 89,02     | 88,69     | 88,69     | 88,78     | 88,78     | 82,96      | 82,96      | 84,00      | 84,00      | 79,53      | 79,53      |
| Blanco en ongeldig % | Blanco en ongeldig %                           | 3,92       | 3,92       | 5,58       | 5,58       | 5,58      | 5,58      | 6,12      | 6,12      | 7,15      | 7,15      | 6,85      | 6,85      | 8,17       | 8,17       | 7,29       | 7,29       | 8,51       | 8,51       |

(*) 1982: UDRT (0,99%) / 1988: POS / 1994: PPSG (1,26%), UNIE (0,81%) / 2006: Vivant (3,34%) / 2012: FDF (2,38%), Wallonie d'Abord! (3,09%)  / 2018: DéFI (3,38%), La Droite (1,42%), Parti Populaire (3,41%), WI (0,56%)

## Sport
Het met stamnummer 17 spelende RFC Sérésien was een bekende club uit de stad en speelde acht seizoenen in de hoogste klasse en hield in 1996 op te bestaan. Hierna werd een nieuwe club opgericht en werd het stamnummer 23 van RFC Bressoux overgenomen en de naam werd veranderd in RFC Sérésien. Via de sportieve weg zou het (te) lang duren om te kunnen opklimmen naar het profvoetbal.

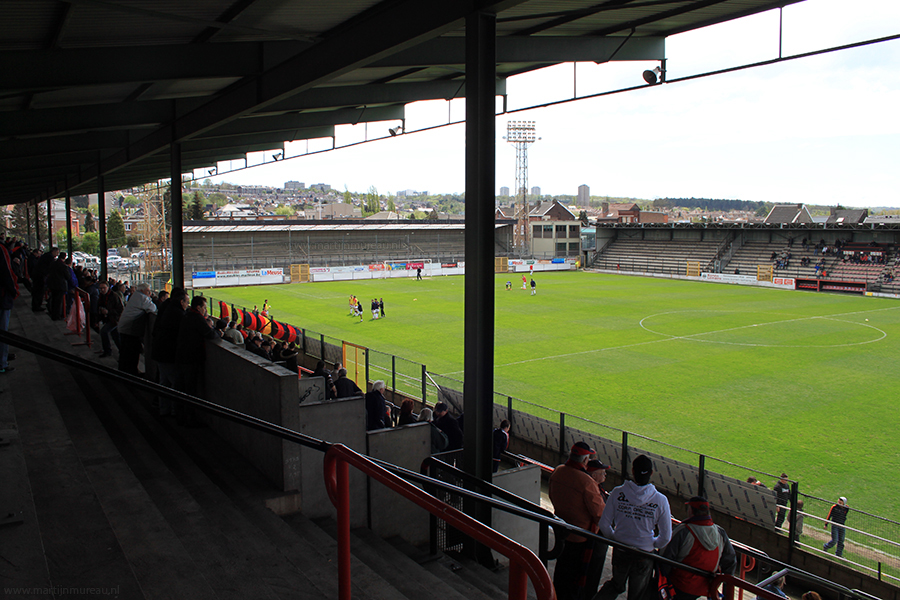
Aan de oostoever van de Maas ligt het Stade du Pairay van RFC Seraing

Daarom werd stamnummer 23 uiteindelijk geschrapt. Door overnames en stamnummerhandel kon er in 2014 met stamnummer 167 een doorstart gemaakt worden onder de naam Seraing United, dat wordt gezien als de opvolger van RFC Sérésien. Een jaar later werd de naam veranderd naar de huidige, RFC Seraing. Het lukte deze club om in 2019 op te klimmen naar het profvoetbal en een seizoen later zelfs naar Eerste klasse A. Het was voor de stad Seraing de eerste keer in 25 jaar dat het weer een club in de hoogste afdeling had voetballen.
Op 6 mei 2006 vond in Seraing de start plaats van de Ronde van Italië, met een individuele tijdrit. Zes jaar later, op 1 juli 2012, was de plaats het decor van de finish van de eerste etappe in de Ronde van Frankrijk, die van start ging in Luik. Op 7 juli 2015 begon hier de vierde etappe (een kasseienrit) naar Cambrai in de Ronde van Frankrijk. Eerder was de Ronde van Frankrijk al in 1995 en 2001 in Seraing geweest.

## Bekende inwoners
- Mathieu Brialmont (1789-1885), militair en politicus
- John Cockerill (1790-1840), Brits industrieel
- Julien Lahaut (1884-1950), politicus
- Guy Mathot (1941-2005), politicus
- Joseph Merlot (1886-1959), verzetsstrijder en politicus
- André Renard (1911-1962), vakbondsleider en verzetsstrijder
- Joseph Reynaerts (1955-2020), zanger
- Frédéric Sinistra (1981-2021), kickbokser

## Nabijgelegen kernen
Ougrée, Boncelles, Ivoz, Jemeppe-sur-Meuse, Tilleur